# Schwabinger Weihnachtsmarkt

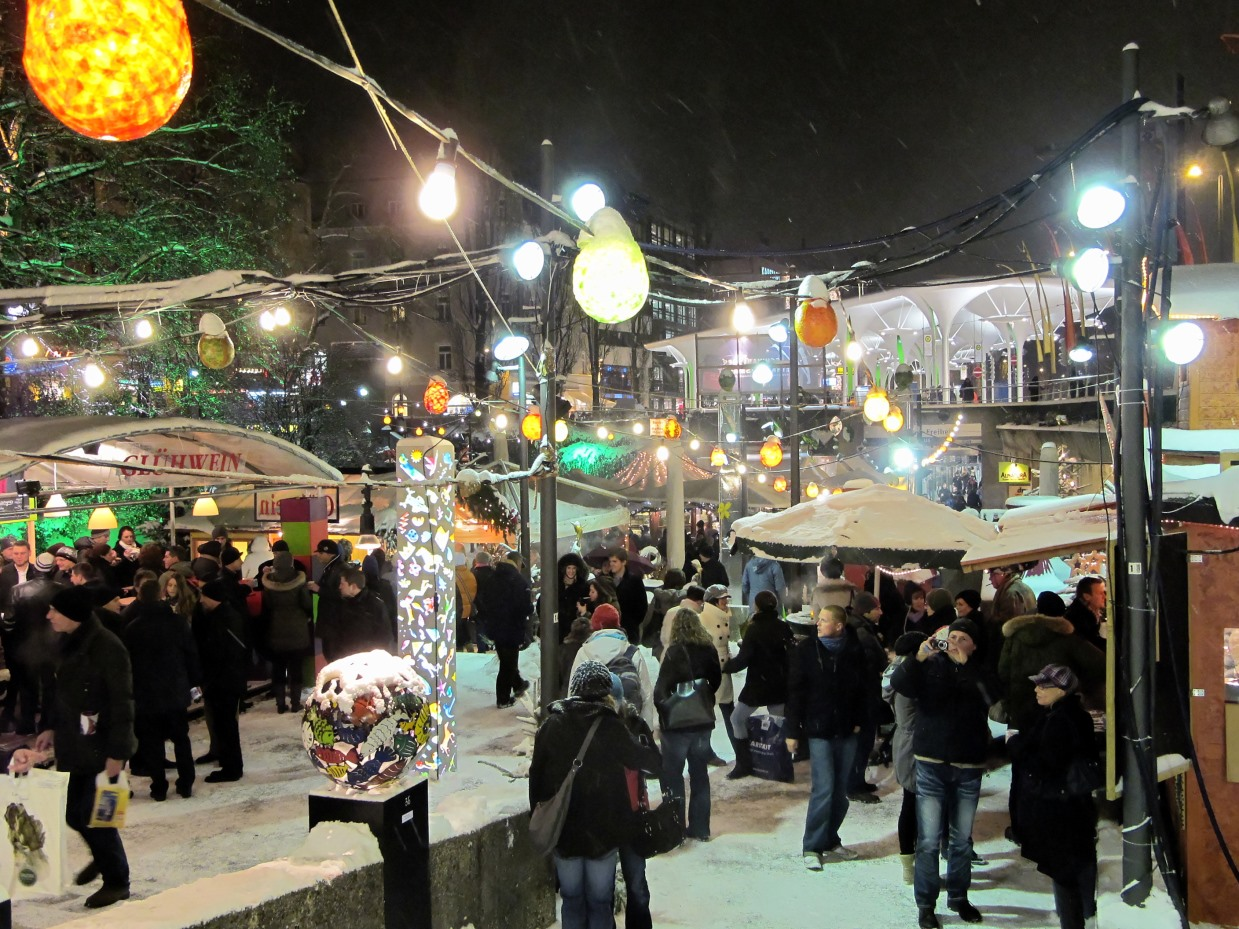
Schwabinger Weihnachtsmarkt (2010)

Auf dem Schwabinger Weihnachtsmarkt stellen seit Beginn der 1970er Jahre etliche Künstler, die im Sommer auf der „Kunstmeile“ auf der Leopoldstraße München-Schwabing vertreten waren, in der Vorweihnachtszeit im ehemaligen Schweizer Haus ihre Arbeiten aus.
1975 entstand daraus die Idee, einen Künstlermarkt, mit richtigen Ständen und einem Veranstaltungsprogramm auf die Beine zu stellen. Mit Unterstützung des damaligen Bezirksausschusses München-Schwabing unter der Leitung von Edith von Welser-Ude wurde 1976 der Schwabinger Weihnachtsmarkt an der Münchner Freiheit gegründet.
Von Beginn an war der Markt als Künstlermarkt konzipiert und genehmigt. Die Internationalität der ca. 100 Aussteller und Ausstellerinnen, das hohe Niveau der künstlerischen Arbeiten, sowie die Qualität im Handwerklichen, das Kulturprogramm und die jährlich wechselnde Dekoration machen das unverwechselbare Flair des Marktes aus.
Eine Jury regelt die Auswahl der ausgestellten Arbeiten ebenso die Neuaufnahmen. Dadurch ist gewährleistet, dass alle ausgestellten Arbeiten ausschließlich aus den Ateliers und Werkstätten der Aussteller kommen, also keine Handelswaren angeboten werden. Die Künstler des Schwabinger Weihnachtsmarktes engagieren  sich jedes Jahr zu Gunsten sozialer Projekte.
2016 wurde der Weihnachtsmarkt 40 Jahre alt.